# Gekkan Shōjo Nozaki-kun
Gekkan Shōjo Nozaki-kun (月刊少女野崎くん), en anglais Monthly Girls' Nozaki-kun, littéralement « Mensuel féminin Nozaki-kun », est un manga en quatre cases écrit et dessiné par Izumi Tsubaki. Prépublié dans le magazine Gangan Online de Square Enix, il a été édité physiquement et numériquement dans Shoujo Romance Girly et imprimé en tankōbon. Le manga a fait l'objet d'une adaptation en série télévisée, produite par le studio Doga Kobo et diffusée entre juillet et septembre 2014.

## Synopsis
La lycéenne Chiyo Sakura est tombée amoureuse d'Umetarō Nozaki, un grand jeune homme à l'air imperturbable, voire benêt. Lorsqu'elle lui confesse ses sentiments, il la prend pour une de ses fans et lui fait un autographe. Lorsqu'elle lui dit vouloir toujours être à ses côtés, il l'invite dans son appartement et lui donne du travail à faire. Chiyo découvre que Nozaki est en fait un mangaka renommé, qui écrit sous le pseudonyme Sakiko Yumeno. Elle accepte de devenir son assistante en espérant pouvoir se rapprocher de lui. En travaillant sur son shōjo manga Let's Fall in Love (恋しよっ, Koi Shiyo),, Chiyo rencontre d'autres camarades qui apportent leur aide ou servent d'inspiration à Nozaki-kun pour ses personnages.

## Personnages

### Personnages principaux
Umetarō Nozaki (野崎 梅太郎, Nozaki Umetarō)
Voix japonaise : Yūichi Nakamura,
Umetarō Nozaki est un grand et beau lycéen dont Sakura est amoureuse. Il fait partie de la classe 2-B. Il est secrètement un mangaka qui officie sous le pseudonyme Sakiko Yumeno (夢野咲子, Yumeno Sakiko), et l'auteur du manga shōjo Let's Fall in Love, prépublié dans le magazine Monthly Girls' Romance (月刊少女ロマンス, Gekkan Shōjo Romansu). Malgré le fait qu'il soit spécialisé dans les histoires d'amour, il n'a pas d'expérience réelle à ce sujet, ce qui explique ses scénarios souvent ridicules et capillotractés. Il apprécie les dessins de Sakura et reconnaît ses capacités, mais il est tout à fait imperméable à ses sentiments. Il vit seul depuis qu'il a convaincu son père qu'il pouvait vivre avec ses revenus de mangaka et cuisiner par lui-même. Au collège, il a été capitaine d'une équipe de basket.
Chiyo Sakura (佐倉 千代, Sakura Chiyo)
Voix japonaise : Ari Ozawa
Chiyo Sakura est une belle lycéenne amoureuse de Nozaki, mais elle s'est mal exprimée lors de sa confession et se retrouve fan, puis assistante de celui-ci. Elle aide Nozaki à encrer ses dessins. Elle fait partie de la classe 2-A et est inscrite au club d'arts de l'école. Elle est de petite taille et porte deux grands rubans rouges à pois blancs dans les cheveux (ces rubans sont récupérés par Nozaki pour l'héroïne de son manga).
Mikoto Mikoshiba (御子柴 実琴, Mikoshiba Mikoto)
Voix japonaise : Nobuhiko Okamoto
Mikoto Mikoshiba, surnommé Mikorin (みこりん), est un des assistants de Nozaki. Il fait partie de la classe 2-G. Lorsqu'il rencontre Sakura, il se fait passer pour un beau-gosse à l'attitude faussement hautaine. Même s'il est populaire et à l'aise avec ses camarades féminines, il est en fait timide et ressent souvent un profond embarrassement après avoir fait une remarque cavalière. Mikorin est celui dont Nozaki tire son inspiration pour le personnage principal du manga, Mamiko (évidemment, à son insu). Il est spécialisé dans le dessin, non pas des personnages, mais des arrière-plans et des effets qui servent à les mettre en valeur. La collection de figurines bishōjo est un de ses hobbies. Trois ans avant l'intrigue, il ne savait pas bien parler aux filles et s'entraînait sur des jeux de drague.
Yuzuki Seo (瀬尾 結月, Seo Yuzuki)
Voix japonaise : Miyuki Sawashiro
L'amie de Sakura, très populaire parmi les élèves. On lui demande souvent de participer à des activités extrascolaires. Sa personnalité impétueuse et spontanée a tendance à irriter les autres. Nozaki la décrit comme « KY » (空気を読まない, Kūki o yomanai), inconsciente, insensible : elle est incapable d'analyser l'atmosphère et le contexte. L'équipe de basket l'a invitée à s'entraîner avec eux pour qu'ils puissent s'habituer à jouer contre des adversaires égoïstes et sans-gêne. En contraste apparent avec son attitude malpolie et brute de décoffrage, elle a une très belle voix lorsqu'elle chante, ce qui lui vaut le surnom de « Lorelei de la chorale » (声楽部のローレライ, Seigaku-bu no Rorerai). Elle adore embêter Wakamatsu, qu'elle surnomme « Waka ». Nozaki a créé un personnage basé sur elle, Oze.
Yū Kashima (鹿島 遊, Kashima Yū)
Voix japonaise : Mai Nakahara
La meilleure amie de Mikoshiba. Elle est très grande et a une attitude princière qui séduit ses camarades lycéennes. Mikoshiba et Kashima entretenaient une longue rivalité lors de leur première année, même si Kashima était indubitablement meilleure sur beaucoup d'aspects. Elle est un peu bête et comprend souvent mal les idées de Hori, ce qui lui attire ses foudres (cela dit, elle cherche souvent à gagner son attention). À cause de sa tendance à se défiler, Kashima est souvent traînée par Hori pour participer aux activités du club. Plus tard, on apprend qu'elle souffre d'une surdité tonale. Elle demande alors à Yuzuki d'être son prof de chant.
Masayuki Hori (堀 政行, Hori Masayuki)
Voix japonaise : Yūki Ono
Président du club de théâtre et assistant de Nozaki sur les arrière-plans (en échange de l'aide de celui-ci sur le scénario des pièces). Il fait partie de la classe 3-C. Malgré son incroyable don d'acteur, il est complexé par sa petite taille et préfère travailler sur les accessoires au lieu de jouer. Il réagit violemment lorsque Kashima fait des remarques qu'il considère inappropriées, ou dérange le bon fonctionnement du club. Cela ne l'empêche pas de se montrer bienveillant et d'agir quelquefois comme un parent pour elle.
Hirotaka Wakamatsu (若松 博隆, Wakamatsu Hirotaka)
Voix japonaise : Ryōhei Kimura
Hirotaka Wakamatsu est le jeune camarade de Nozaki, qu'il a rencontré lorsqu'il appartenait à la même équipe de basket au collège. Il fait partie de la classe 1-D. Il rejoint son ancien coéquipier pour travailler sur les trames du manga. Il garde un mauvais souvenir du jour où son équipe a invité Seo à participer à l'entraînement. À cause du stress causé par cette dernière, il souffre désormais d'insomnie. Cependant, dès qu'il entend chanter « Lorelei », il s'endort immédiatement. Il ignore l'identité de cette dernière et tombe amoureux d'elle. Nozaki crée un personnage féminin basé sur lui, Waka. Wakamatsu aime bien faire la trame des cheveux d'Oze, ignorant ici encore le rapport avec Seo.

### Personnages secondaires
Ken Miyamae (宮前 剣, Miyamae Ken)
Voix japonaise : Kenta Miyake
L'éditeur actuel de Nozaki. En dépit de son apparence d'homme grincheux et enveloppé, portant lunettes et sweat-shirt, Nozaki le trouve très cool. En effet, il se montre bien plus réactif que son ancien collaborateur. Miyamae a 28 ans (27 dans l’anime). Il a le même âge que Maeno, mais il a dû repasser ses examens d'entrée en université, se retrouvant finalement avec deux ans de retard. On apprend que son obésité est due à la présence de Maeno.
Mitsuya Maeno (前野 蜜也, Maeno Mitsuya)
Voix japonaise : Daisuke Ono
L'ancien éditeur de Nozaki, qui travaille actuellement avec Miyako. C'est un homme narcissique qui adore les personnages mignons tels que les tanukis. Miyamae et lui se connaissent depuis leurs années lycée. Il poste régulièrement sur le blog d'éditeur Monthly Girls' Romance. Il fait preuve d'une inattention chronique, comme quand il perd les manuscrits de Miyako où renverse son curry dessus.
Yukari Miyako (都 ゆかり, Miyako Yukari)
Voix japonaise : Ayako Kawasumi
La voisine de Nozaki, qui habite l'étage au-dessus. Elle est étudiante et mangaka, qui officie sous son vrai nom. Ses shōjos font souvent apparaître des tanukis, sur recommandation de son éditeur Maeno. En souriant, elle garde sa profession secrète pour ses camarades, qui sont souvent dans le doute quant à sa situation relationnelle.
Mayu Nozaki (野崎 真由, Nozaki Mayu)
Le petit frère paresseux d'Umetarō. Son caractère taciturne fait partie des séquelles du harcèlement qu'il a subi lorsqu'il était enfant. Il écrit parfois des phrases abrégées au lieu de parler, mais choisit la voie orale lorsque c'est plus rapide. Les rares fois où il fait des efforts, c'est quand il est capitaine de son club de judo. Originellement, Mayu était dessiné comme une fille, mais cette idée est abandonnée pour plusieurs raisons, notamment ses similitudes avec les autres personnages masculins.
Ryōsuke Seo (瀬尾 遼介, Seo Ryōsuke)
Le grand frère de Yuzuki, étudiant à l'université, qui est amoureux de Yukari Miyako, sa camarade de classe. Il travaille à mi-temps dans un café. Ses efforts destinés à se rapprocher de Yukari se révèlent souvent vains, à tel point que certains ont cru que son petit ami n'était autre que Nozaki. Il sait que sa petite sœur apprécie Wakamatsu, et croyait que leur amour était réciproque lorsque celui-ci lui a confié être amoureux de « Lorelei ».
Yumeko Nozaki (野崎 夢子, Nozaki Yumeko)
La petite sœur des frères Nozaki. Elle est mauvaise en dessin, et est la seule dans la famille à ne pas être au courant de la profession d'Umetarō. Elle refuse d'admettre que c'est son frère qui est à l'origine du manga Let's Fall in Love. Elle adore le personnage de Suzuki, et son homme idéal est un élève transféré d'une autre école. Yumeko était prévue pour être un personnage principal de la série, et Umetarō un personnage secondaire. Cette idée est plus tard abandonnée et les rôles sont inversés.
Towa Sakura (佐倉 十和, Sakura Towa)
Le petit frère de Chiyo, Towa est en deuxième année de collège. Il fait partie du club de tennis. Au premier abord, il pense que Nozaki est un mannequin.

### Personnages deLet's Fall in Love
Mamiko (マミコ)
Voix japonaise : Marie Miyake,
Héroïne du manga sur lequel Nozaki travaille actuellement. Sa personnalité est tirée de Mikoshiba, et on apparence est en partie basée sur celle de Sakura.
Saburo Suzuki (鈴木 三郎, Suzuki Saburō)
Voix japonaise : Mamoru Miyano,
Héros du manga sur lequel Nozaki travaille actuellement. Il est l'amoureux de Mamiko. Initialement, son ami, son rival et lui avaient la même apparence. Nozaki et Sakura ont donc dû créer de nouveaux character-designs.

## Manga
Gekkan Shōjo Nozaki-kun est prépublié dans le magazine en ligne Gangan Online de Square Enix à partir du 25 août 2011,. En août 2024, la série comporte seize volumes tankōbon. Parallèlement à la série, un fanbook officiel ainsi qu'un manga d'anthologie — auquel ont participé Satsuki Yoshino (Barakamon), Yasunobu Yamauchi (Danshi kōkōsei no nichijō), Tachibana Higuchi (L'Académie Alice), Shigeru Takao et Dan Ichikawa — ont été publiés simultanément le 22 août 2014. En avril 2015, lors de la Sakura-Con, l'éditeur nord-américain Yen Press annonce avoir acquis les droits de publication de la série.

### Liste des volumes
| no | Japonais         | Japonais                                                       | Anglais           | Anglais           |
| no | Date de sortie   | ISBN                                                           | Date de sortie    | ISBN              |
| -- | ---------------- | -------------------------------------------------------------- | ----------------- | ----------------- |
| 1  | 20 avril 2012    | 978-4-7575-3566-4                                              | 17 novembre 2015  | 978-0-31630947-9  |
| 2  | 22 novembre 2012 | 978-4-7575-3777-4                                              | 23 février 2016   | 978-0-31639157-3  |
| 3  | 22 juin 2013     | 978-4-7575-3985-3                                              | 24 mai 2016       | 978-0-31639158-0  |
| 4  | 22 janvier 2014  | 978-4-7575-4203-7                                              | 30 août 2016      | 978-0-31639160-3  |
| 5  | 22 juillet 2014  | 978-4-7575-4353-9                                              | 22 novembre 2016  | 978-0-31639161-0  |
| 6  | 21 février 2015, | 978-4-7575-4378-2 978-4-7575-4379-9 (édition spéciale limitée) | 21 février 2017   | 978-0-31639162-7  |
| 7  | 22 décembre 2015 | 978-4-7575-4830-5                                              | 23 mai 2017       | 978-0-31650271-9  |
| 8  | 22 août 2016,    | 978-4-7575-4870-1 978-4-7575-4871-8 (édition spéciale limitée) | 18 juillet 2017   | 978-0-31643999-2  |
| 9  | 22 août 2017     | 978-4-7575-5442-9                                              | 24 avril 2018     | 978-1-975300-09-8 |
| 10 | 21 juillet 2018  | 978-4-7575-5782-6                                              | 22 janvier 2019   | 978-1-975383-65-7 |
| 11 | 22 août 2019     | 978-4-7575-6150-2 978-4-7575-6151-9 (édition spéciale limitée) | 10 mars 2020      | 978-1-975307-92-9 |
| 12 | 11 août 2020     | 978-4-7575-6797-9                                              | 18 mai 2021       | 978-1-975323-36-3 |
| 13 | 11 août 2021     | 978-4-7575-7395-6 978-4-7575-7396-3 (édition spéciale limitée) | 12 juillet 2022   | 978-1-975347-23-9 |
| 14 | 10 août 2022     | 978-4-7575-8078-7                                              | 19 septembre 2023 | 978-1-975364-81-6 |
| 15 | 10 août 2023     | 978-4-7575-8428-0 978-4-7575-8726-7 (édition spéciale limitée) | 17 septembre 2024 | 979-8-855402-27-8 |
| 16 | 9 août 2024      | 978-4-7575-9352-7                                              |                   |                   |

## Pièce radiophonique
Le 26 juin 2013, Frontier Works publie un drama CD adapté du manga. Les acteurs ayant travaillé sur cette pièce radiophonique ont été remplacés pour l'anime produit par la suite. Le CD atteint la 32e place du top albums CD Oricon[réf. souhaitée].
- Chiyo Sakura : Asuka Nishi[14]
- Umetarō Nozaki : Hiroki Yasumoto
- Mikoto Mikoshiba : Kenn
- Yuzuki Seo : Miyuki Sawashiro
- Yū Kashima : Chie Matsuura
- Masayuki Hori : Junji Majima
- Hirotaka Wakamatsu : Daisuke Namikawa
- Mamiko : Yukari Tamura
- Saburō Suzuki : Daisuke Namikawa
- Tomoda : Takahiro Mizushima

## Anime
Le 21 mars 2014, Media Factory annonce l'adaptation du manga en série télévisée d'animation. Le site web officiel de l’anime publie plusieurs vidéos et révèle le nom des nouveaux acteurs qui vont incarner les personnages. L’anime est produit par le studio Doga Kobo et réalisé par Mitsue Yamazaki, qui a précédemment travaillé sur Hakkenden: Tōhō Hakken Ibun et Durarara!!. La composition de la série est confiée à Yoshiko Nakamura. Junichirō Taniguchi, qui a travaillé sur la deuxième saison de Genshiken ainsi que sur le film Puella Magi Madoka Magica, est responsable du character-design. Le premier épisode de la série est diffusé le 7 juillet 2014 sur TV Tokyo, puis sur TV Osaka, TV Aichi, TV Setouchi, TV Hokkaido, TVQ et AT-X au cours de la semaine suivante. La chanson de l’opening s'intitule Kimi Janakya Dame Mitai (君じゃなきゃダメみたい, litt. « Il semble que ça ne puisse être personne d'autre que toi »). Elle est composée et interprétée par Masayoshi Ōishi. La chanson de l’ending a pour titre Uraomote Fortune (ウラオモテ・フォーチュン) et elle est interprétée par Ari Ozawa sous le nom du personnage qu'elle joue dans la série, Chiyo Sakura.
Le 25 juillet 2014, Sentai Filmworks annonce avoir acquis les droits de publication de l’anime. À partir du 25 septembre 2014, Media Factory publie la série en six volumes Blu-ray/DVD. Chaque coffret contient un mini-OVA de trois minutes.

### Liste des épisodes
| No | Titre français                                          | Titre japonais                                     | Titre japonais                                             | Date de 1re diffusion |
| No | Titre français                                          | Kanji                                              | Rōmaji                                                     | Date de 1re diffusion |
| -- | ------------------------------------------------------- | -------------------------------------------------- | ---------------------------------------------------------- | --------------------- |
| 1  | Ma vie amoureuse est un manga pour fille                | その恋は、少女漫画化されてゆく。                   | Sono Koi wa, Shōjo Mangaka Sarete yuku                     | 7 juillet 2014        |
| 2  | Soyez gentils avec la nouvelle héroïne                  | 新(ニュー)ヒロインをよろしくね♪                    | Nyū Hiroin o Yoroshiku ne                                  | 14 juillet 2014       |
| 3  | Le Prince contre le Violent                             | バイオレンスVSプリンス                             | Baiorensu bāsasu Purinsu                                   | 21 juillet 2014       |
| 4  | Parfois, dans sa vie, un homme doit savoir se battre    | 男には、戦わねばならない、時がある。               | Otoko ni wa, Tatakawaneba Naranai, Toki ga Aru.            | 28 juillet 2014       |
| 5  | Le garçon qui imaginait l'Amour                         | 恋を「思い」「描く」男子。                         | Koi o Omoi Egaku Danshi.                                   | 4 août 2014           |
| 6  | Je vais… t'ensorceler                                   | 魔法をかけて、あ・げ・る♡                          | Mahō o Kakete Ageru                                        | 11 août 2014          |
| 7  | Nozaki, le mangaka                                      | 漫画家脳野崎くん                                   | Mangaka Nō Nozaki-kun                                      | 18 août 2014          |
| 8  | Les petits soucis du Prince                             | 学園の王子様(女子)の悩み                           | Gakuen no Ōji-sama (Joshi) no Nayami                       | 25 août 2014          |
| 9  | Et sinon, le cœur, ça va ?                              | ドキドキ、たりてる?                                | Dokidoki, Tariteru?                                        | 1er septembre 2014    |
| 10 | Des liens et des rênes plus fort                        | 強まるのは、絆と手綱                               | Tsuyomaru no wa, Kizuna to Tazuna                          | 8 septembre 2014      |
| 11 | Du riz et du sel                                        | 米しよっ♡                                          | Kome Shiyo                                                 | 15 septembre 2014     |
| 12 | Si ça, c'est pas de l'Amour, alors l'Amour n'existe pas | この気持ちが恋じゃないなら、きっと世界に恋はない。 | Kono Kimochi ga Koi Janai Nara, Kitto Sekai ni Koi wa Nai. | 22 septembre 2014     |

## Accueil
Le deuxième volume du manga a atteint atteint la 18e place au classement des mangas hebdomadaire Oricon. Le troisième a atteint la 11e place, et le quatrième atteint la 5e place lors de sa sortie, avec 117 310 exemplaires vendus. Le cinquième débute à la 4e place, avec 185 392 exemplaires vendus. La série est classée au 3e rang du top 15 des mangas recommandés par les librairies en 2013, et se place 11e dans l'édition 2014 du top 20 des mangas pour lectrices publié dans le guide Kono Manga ga Sugoi! de Takarajimasha (qui réalise des enquêtes auprès des professionnels de l'industrie). En 2015, Gekkan Shōjo Nozaki-kun est nommé pour le grand prix du Manga et finit à la 11e place.
Le fanbook officiel et le manga d'anthologie ont atteint respectivement les 14e et 17e places au classement hebdomadaire Oricon.
Greg Smith, du site The Fandom Post, note que la série télévisée est « à la fois une célébration et une parodie du shōjo manga ». Il trouve que la série a un flow naturel, et il apprécie les émotions et les expressions des personnages. Il salue notamment le fait qu'« il y a une absence générale de méchanceté (mis à part pour Maeno, qui la mérite plutôt bien) », et il remarque l'efficacité de la série à démontrer l'absurdité des stéréotypes du shōjo. Il gratifie l’anime d'un A, le décrivant comme l'une des deux séries humoristiques solides de la saison.
Andy Hanley, du site UK Anime Network, attribue à l’anime la note de 7/10, mettant en avant ses personnages attachants et sa direction artistique, mais se refusant à l'appeler un classique du genre de la comédie. Dee Hogan, dans un article pour The Mary Sue, dit avoir trouvé la série « en même temps très drôle et discrètement brillante », et décrit la façon dont elle « réussit le rare exploit du triple-renversement, et les trois traitent de notre compréhension des rôles de genre dans la fiction ».
Les critiques d'Anime News Network classent l’anime parmi les meilleurs de l'année 2014,,, avec Amy McNulty et Theron Martin le nommant premier de leur liste,. Kelly Quinn Chiu, de Tor.com, le liste quant à elle dans son top 10 des meilleurs animes de 2014.